# 가나 초콜릿
가나 초콜릿(일본어: ガーナチョコレート, 영어: Ghana Chocolate)은 롯데가 판매하는 초콜릿 브랜드 중 하나다. 롯데 창업 16년 후인 1964년 2월까지는 주로 껌을 제조하고 있던 롯데가 처음 밀크 초콜릿을 출시했다.
대한민국에서는 1975년부터 출시하고 있다.

## 역사
1948년에 창업한 롯데는 1961년경에 초콜릿 분야에 진출했다. 〈가나 밀크 초콜릿〉의 개발에 있어서는 분량의 차이로 맛이 달라지기 때문에 원료의 조합은 매우 섬세하고 중요한 문제였다. 그래서 롯데 초콜릿 제조법을 숙지하고 있던 스위스인 막스 블락크에 협력을 요구해 롯데가 만족하는 밀크 초콜릿이 탄생했다.
1964년 2월 우라와 초콜릿 공장이 완공해, 〈가나 밀크 초콜릿〉의 생산이 시작되었다. 롯데는 신상품 〈가나 밀크 초콜릿〉의 인지도를 높이기 위해 대규모 홍보 전략을 실시했다. 새빨간 〈가나〉의 손가방을 든 여대생 집단이 한 주 동안 도쿄를 산책하는 홍보 방법은 주간지에도 소개되어 화제를 불러 일으켰다.
1974년 일본 내에서 오일 쇼크가 발생했던 당시에는 30엔, 50엔, 100엔, 150엔이라는 가격 범위로 나뉘어 판매되고 있다.
2003년 롯데는 제품 이름의 유래가 된 카카오 산지 가나에 〈가나 기금〉을 설립, 가나 기술자를 지원하는 활동에 임했다.

## 패키지 디자인
가나 초콜릿 시리즈는 시대의 풍조에 따라 채도와 문자의 배치를 변경하는 등 여러 번 패키지 디자인을 변경하고 있다.

## 어머니의 날 가나
일본의 롯데 직원이 〈가나〉 빨간색에서 어머니날 카네이션을 연상해 어머니날에 〈가나〉를 전달하여 가족 내에서의 커뮤니케이션을 깊게 가져다 주는 것을 목적으로 기획되었다. 저렴한 가격으로 구입할 수 있어, 어린이부터 어머니에게 주는 선물이라는 이미지 홍보를 실시했다. 텔레비전 CM에서는 유명 인사(가나뿐만 아니라 다른 제품의 이미지 캐릭터가 출연하기도 한다.)가 어머니에게 선물로 가나 초콜릿을 내미는 묘사가 일본 전국에 방송 되고 있다.

## 제품 라인업
현재 판매되고 있는 가나 초콜릿 종류는 다음과 같다.

### 롯데 (일본)
- 가나 밀크
- 가나 엑설런트
- 가나 슬림 케이스
- 가나 미니 박스
- 가나 밀크 보틀
- 가나 블랙
- 가나 블랙 엑설런트
- 가나 블랙 슬림 케이스
- 가나 로스트 우유
- 가나 크림 우유
- 가나 화이트
- 가나 리플
- 가나 핫 초콜릿 우유
- 가나 핫 초콜릿 블랙
- 가나 볼 팝 조이

#### 과거 제품
- 롯데 가나 밀크
- 롯데 가나 세미 스위트
- 가나 밀크 초콜릿
- 가나 복각판 1982

### 롯데웰푸드 (대한민국)
- 가나 마일드
- 가나 밀크
- 가나 블랙
- 가나 프리미엄 밀크
- 가나 프리미엄 블랙
- 가나 프리미엄 마일드
- 가나 퐁듀
- 빅 가나 마일드
- 가나 골드라벨
- 가나 에어라이트
- 가나 크리미츄

### 내용주
1. ↑  주식회사 롯데는 지주 회사 롯데 홀딩스가 되어 지주 회사로 전환 되었다. 과자 메이커로서 주식회사 롯데는 그 때 분리·신설된 지주 회사 산하로 되어 있다.

### 참조주
1. ↑  【롯데 가나】본고장 스위스 맛을 목표로 한 기상 (남자의 낭만 전설 Vol.35) : 드림 편지
2. ↑  “이시카와 료, 사사키 노조미, 타케이 에미, 나가사와  마사미가 새빨간 가나 어머니의 날 - 롯데 CM”. 마이 나비 뉴스. 2012年4月10日. 2012년 11월 7일에 확인함.

## 참고 문헌
- “핫쵸코도 되는 어른의 맛 롯데”. 니혼경제신문사. 2012년 10월 10일. 2012년 11월 7일에 확인함.
- “롯데 : 초콜릿이 들어간 미소라멘 「미소 가나 2012」”. 마이니치 신문사. 2012년 1월 30일. 2013년 1월 27일에 원본 문서에서 보존된 문서. 2012년 11월 7일에 확인함.
- “「롯데리아 초콜릿 전시회」 개최 기념 상품을 출시”. 외식 돗토비즈. 2012년 11월 3일. 2012년 11월 7일에 확인함.
- “타카시마야 한신 한큐 공동 기획 「쵸코레보 가나 숲을 키우는 초콜릿」”. Choco-Revo!!. 2012년 1월 11일. 2016년 3월 4일에 원본 문서에서 보존된 문서. 2012년 11월 7일에 확인함.